# هوهانس گابوزیان
هوهانس گابوزیان (ارمنی: Հովհաննես Գաբուզյան؛ زادهٔ ۱۹ مهٔ ۱۹۹۵ در}) شطرنج‌باز اهل ارمنستان است که در سال ۲۰۱۲ در سن ۱۷ سالگی عنوان استادبزرگ توسط فیده به وی اعطا گردید. در سال ۲۰۱۷ در ۷۷مین دوره و در سال ۲۰۲۱ در ۸۱مین دوره مسابقات قهرمانی شطرنج ارمنستان به مقام نخست دست یافت.
| به‌دلیل برخی مشکلات فنی، نمودارها موقتاً قابل مشاهده نیستند. اطلاعات بیشتر پیرامون این مشکل در فابریکاتور و وبگاه مدیاویکی در دسترس است. | |
| | به‌دلیل برخی مشکلات فنی، نمودارها موقتاً قابل مشاهده نیستند. اطلاعات بیشتر پیرامون این مشکل در فابریکاتور و وبگاه مدیاویکی در دسترس است. |